# بوبي إنريكيز
بوبي إنريكيز (بالإنجليزية: Bobby Enriquez)‏ هو عازف جاز وعازف بيانو أمريكي، ولد في 20 مايو 1943 في باكولود في الفلبين، وتوفي في 6 أغسطس 1996.

## وصلات خارجية
- بوبي إنريكيز على موقع IMDb (الإنجليزية)
- بوبي إنريكيز على موقع ميوزك برينز (الإنجليزية)
- بوبي إنريكيز على موقع أول ميوزيك (الإنجليزية)
- بوبي إنريكيز على موقع ديسكوغز (الإنجليزية)